# Charley Moon
Charley Moon is een Britse muziekfilm uit 1956 onder regie van Guy Hamilton.

## Verhaal
Charley Moon is een onbelangrijke variétéartiest, die door een toevallige samenloop van omstandigheden doorbreekt in Londen. Aanvankelijk heeft hij succes, maar na verloop van tijd moet hij alles weer overdoen.

## Rolverdeling
| Acteur            | Personage       |
| ----------------- | --------------- |
| Max Bygraves      | Charley Moon    |
| Dennis Price      | Harold Armytage |
| Michael Medwin    | Alf Higgins     |
| Florence Desmond  | Mary Minton     |
| Shirley Eaton     | Angel Dream     |
| Patricia Driscoll | Rose            |
| Charles Victor    | Miller Moon     |
| Reginald Beckwith | Dominee         |
| Cyril Raymond     | Bill            |
| Peter Jones       | Stewart         |
| Newton Blick      | Monty Brass     |
| Vic Wise          | Solly Silvers   |
| Lou Jacobi        | Rosenberg       |
| Eric Sykes        | Zwager          |
| Bill Fraser       | Marber          |